# Bukoleon-Palast

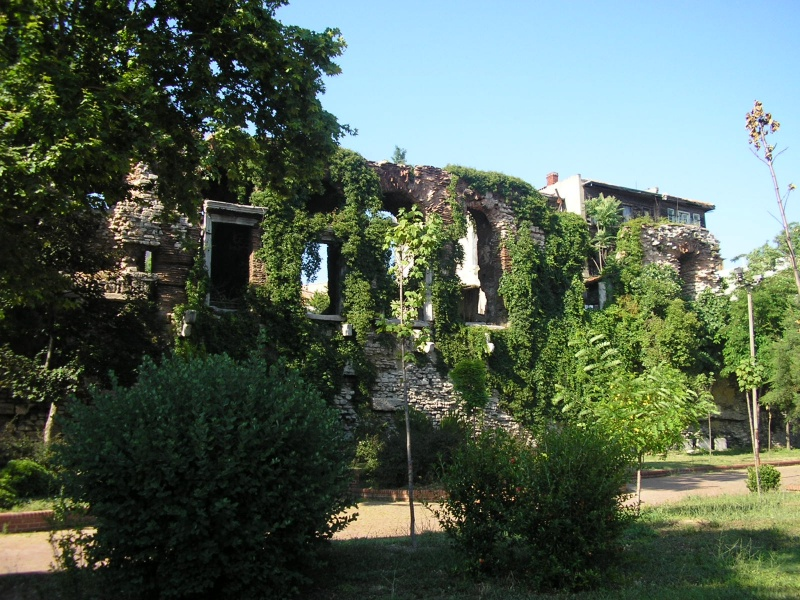
Die Ruinen des Bukoleon-Palasts

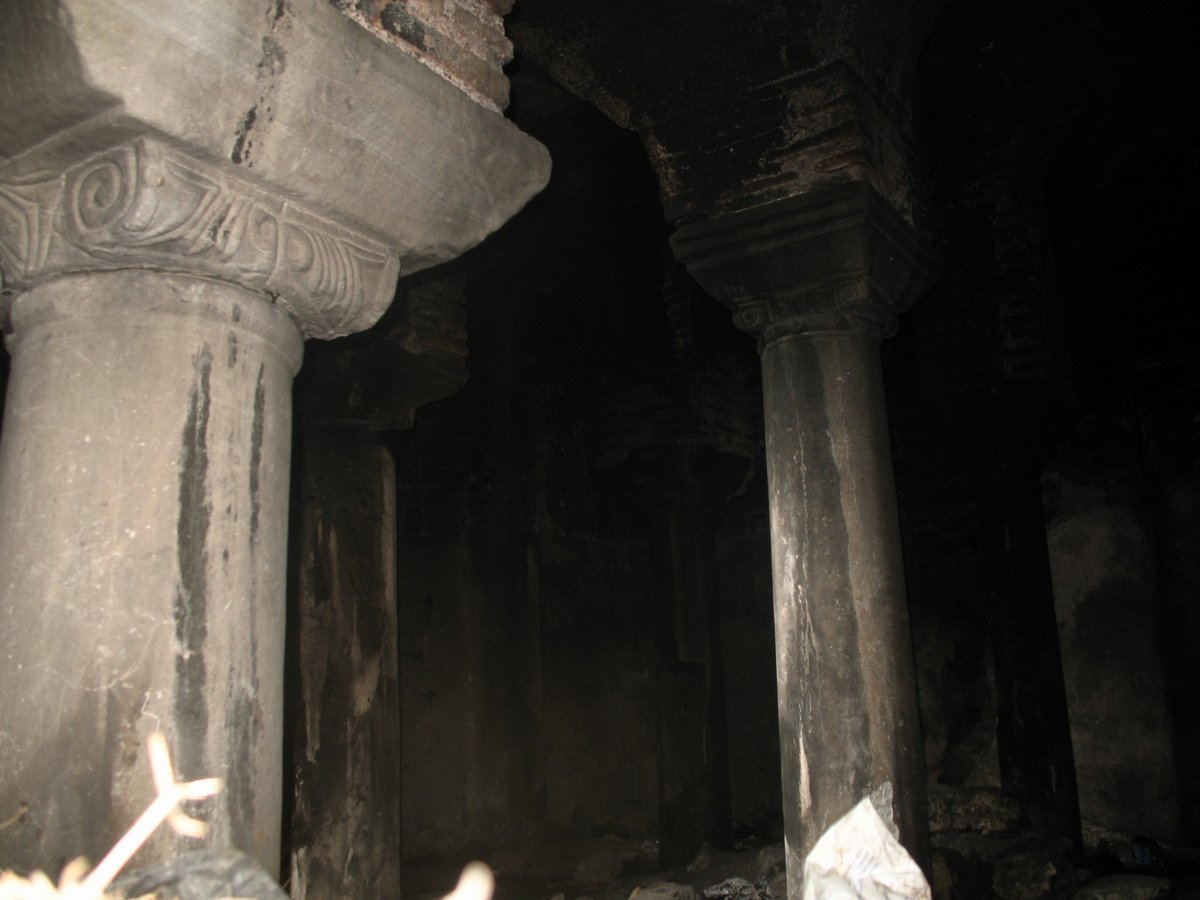
Ein Teil des Inneren

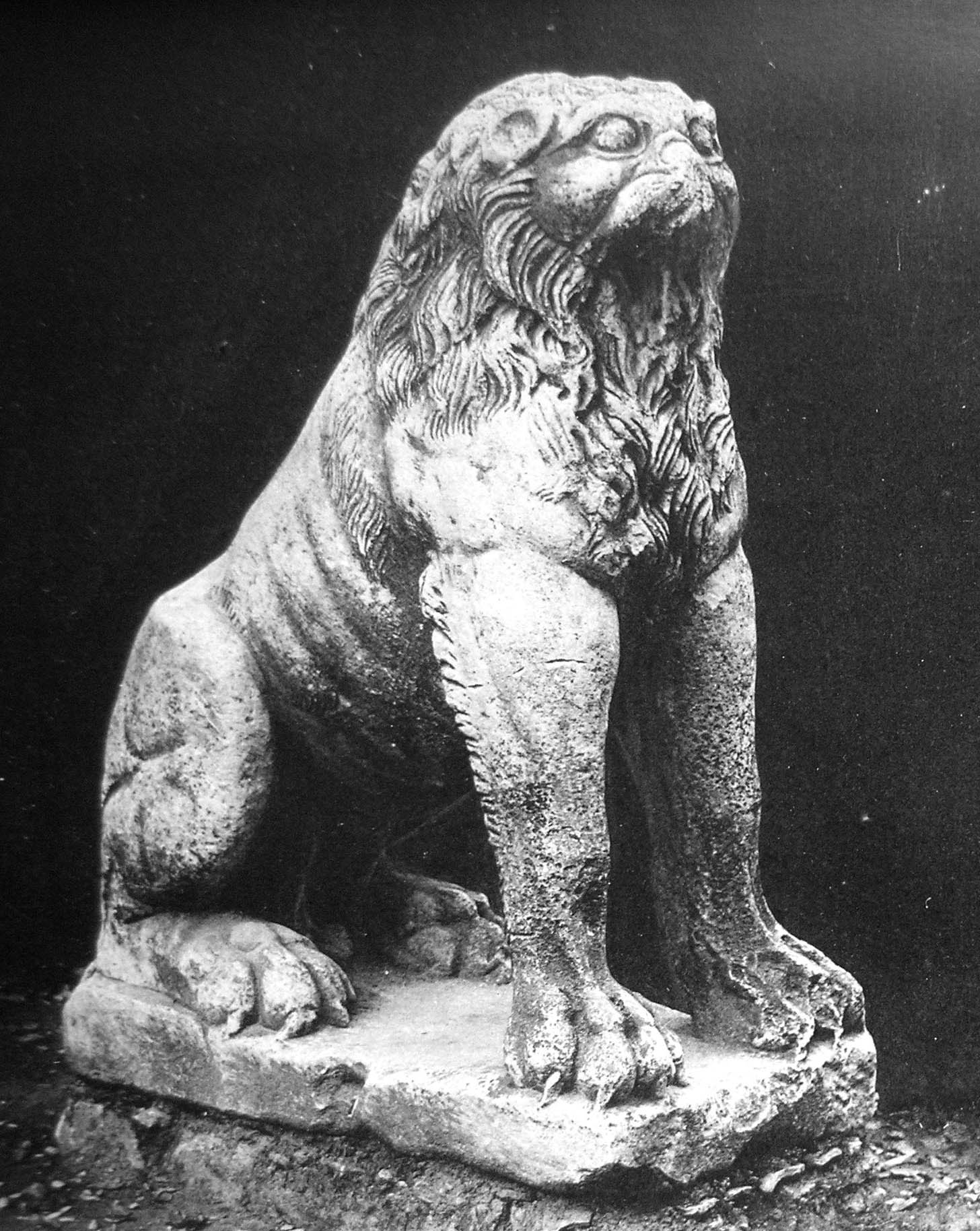
Einer der Steinlöwen am Hafeneingang des Palastes

Der Bukoleon-Palast (griechisch Βουκολέων) war einer der byzantinischen Paläste in Konstantinopel. Er wurde vermutlich von Theodosius II. im 5. Jahrhundert erbaut.
Der Palast befindet sich am Ufer des Marmarameers. Den Namen Bukoleon erhielt er vermutlich nach Ende des 6. Jahrhunderts unter Justinian I., als der kleine Hafen vor dem Palast gebaut wurde, der jetzt mit Erdreich verfüllt ist. Statuen von Stieren und Löwen standen dort und gaben Hafen und Palast ihre Namen (βους bous und λέων leon sind griechisch für „Stier“ und „Löwe“). Der Bukoleon-Palast wurde auch „Hormisdas-Palast“ und „Justinianpalast“ genannt.
Kaiser Theophilos baute den Palast um und erweiterte ihn. Er fügte eine große repräsentative Fassade an der Seemauer hinzu. Die Ruinen lassen Überreste eines Balkons erkennen, von dem aus man in Richtung Meer schaute, drei mit Marmor geschmückte Eingänge sind noch heute vorhanden.
Archäologisch und historisch konnte bisher nur die Bautätigkeit des Kaisers Nikephoros Phokas nachgewiesen werden. Nikephoros ließ sich um 967 im Bukoleon-Palast seinen Wohnsitz einrichten. Dabei wurde im Obergeschoss des Palastes in einem Innenhof ein Garten angelegt. Von der Seite des Palastes wurde der Garten durch eine Arkade abgeschlossen, die anderen Mauern waren fensterlos, so dass die Ruhe des Kaisers in seinem hängenden Garten durch nichts gestört werden konnte. Im Mittelpunkt des Gartens stand eine Porphyrphiale.
Im Laufe der Jahrhunderte wurde der Bukoleon-Palast von verschiedenen dort residierenden Kaisern ausgebaut, erweitert und in das Palastviertel um den Großen Palast einbezogen.
1204 bei der Belagerung von Konstantinopel während des Vierten Kreuzzugs, wurde der Bukoleon-Palast von Bonifatius I., dem Grafen von Montferrat eingenommen, der:

„[…] entlang des Ufers zum Bukoleon-Palast ritt, und als er dort ankam, ergaben sich ihm alle die darin waren, unter der Bedingung, dass sie am Leben gelassen würden. Im Bukoleon befand sich eine große Anzahl hoher Damen, die in den Palast geflüchtet waren, dort waren Agnes, die Schwester des Königs  von Frankreich, die Kaiserin gewesen war, und Maria, die Schwester des Königs von Ungarn, die auch Kaiserin gewesen war, und sehr viele andere Damen. Von den Schätzen, die im Palast gefunden wurden kann ich nicht sprechen, denn es waren so viele, es gibt keine Worte, sie zu beschreiben und niemand konnte sie auf irgendeine Weise zählen.“

Unter den Gefangenen war Prinzessin Margaret, Tochter von Béla III., die Bonifatius heiratete. Während des  Lateinischen Kaiserreichs war der Bukoleon-Palast kaiserlicher Wohnsitz. Nach der Rückeroberung der Stadt durch Michael VIII. Palaiologos wurde der Palast, so wie der gesamte Großer Palast-Komplex, zugunsten des Blachernen-Palasts aufgegeben. Als der osmanische Sultan Mehmet II. 1453 Konstantinopel eroberte, war der Palast nur noch eine Ruine. Die Überreste des Palastes wurden 1873 weiter zerstört, um Platz für eine Bahnlinie zu schaffen. Später vernichteten mehrere Großbrände sowie weitere Bautätigkeiten den Palast fast völlig. Seit 2018 werden die verbliebenen Überreste restauriert.